# Ольденбурзька марка
Ольденбурзька марка (нім. Oldenburg Marck, Oldenburg Mark) — грошова одиниця Ольденбурзького графства, яка карбувалася за часів графа Антона Гюнтера (1603—1667) та після об'єднання Німеччини у Великому герцогстві Ольденбурзькому у 1873—1918 роки. Останні марки Ольденбурга виготовлялися у вигляді нотгельдів у 1917—1923 роках.

## Історія
Ольденбурзьке графство розташувалося на північному березі річки Хунте, що на сході Фрісландського князівства. На початку своєї історії утворення князівство було частиною Саксонського герцогства. У 1091 році імператором Священної Римської імперії Генріхом IV було придбано Дельменгорстське графство. У 1108 році в історичних джерелах вперше згадується місто під назвою «Aldenburg». В цьому документі також згадується і про першого графа Ольденбуга Егильмара І. У 1180 році, після розподілу Саксонії, Ольдербург стає самостійним графством. У 1270 році Ольденбург та Дельменхорст об'єдналися в єдине графство. За часів правління графа Дітріха Щасливого (1421—1440) відбулося об'єднання Ольденбурга поміж старшою та молодшою лініями. У 1667 році граф Антон Гюнтер помер не залишивши по собі спадкоємця. До 1773 року графство стало васальною територією Данії. У 1774 році хворобливим королем Данії Кристіаном VII було повністю передане керування містом єпископу Любека по Гольштейн-Готторпській молодшій лінії Фрідріху Августу I, який підняв статус графства до герцогства. У 1810—1814 роках Ольденбург окупували Наполеонівські війська. Після закінчення війни у 1817 році, за рішенням Віденського конгресу, до Ольденбургу доєдналося князівство Біркенфельд. У 1829 році Ольденбург отримав статус великого герцогства. У 1871 році після об'єднання Німеччини Ольденбург став частиною Німецької імперії. У 1918 році монархія була усуненою, Ольденбург отримав статус вільного міста (нім. Freistaat Oldenburg) у складі Веймарської республіки.

## Монети

Ольденбург, 1 шварен, 1858, Пітер II (1853—1900)

Ольденбург-Біркенфельд, 1 грош, 1858, Пітер II (1853—1900)

Наприкінці XIII століття в Ольденбурзі почали карбувати власні монети брактеати, а ваговою мірою на виготовлення монет слугувала кельнська марка. Перші Ольденбурзькі монети повністю нагадували Бременські брактеати. На початку XIV століття почали карбуватися в Ольденбурзі віттени (нім. witten), які стали найменшою грошовою одиницею. У 1374 році почали карбуватися шварени (нім. schwaren), які продовжували карбуватися до 1873 року. Ці монети вже не були порожнистими — зображення почало карбуватися з обох сторін. До початку XIX століття шварени карбувалися з перервами зі срібла та мали вагу 1,117 грама. Пізніше ці монети стали виготовляти із міді. Шварени витіснили вітени з обігу залишивши їх лише розрахунковою одиницею. В XIV почали карбуватися пфеніги. З XV століття почали карбувати срібні шилінги. Також у Східній Фрістландії почали карбувати стюбери (нім. Stüber) у дизайні яких відчувся сильний вплив Західної Європи, Єфера, Голландії та Фландрії. 54 стюбери дорівнювали 540 віттенам, або 9 шилінгам. У 1560 році в Ольдебурзі почали карбуватися гротени (нім. Groten), які виготовлялися спочатку зі срібла, а згодом в міді включно до 1869 року. Поруч з обіговими дрібними монетами Ольденбурга використовувалися з більшими номіналами бременські монети, а також валюта інших німецьких земель. За часів володарювання Антона І (1526-1573) для графства почали карбуватися золоті гульдени. За часів правління графа Антона Ґюнтера (1603-1667) почали карбуватися срібні марки та талери, а в 1660 році золотий гульден замінився на торговий дукат. Грошовий стандарт того часу був таким: 1 талер = 2¼ марки = 9 шилінгів = 54 стюбертів = 72 гроти = 360 шваренів = 540 вітенів.
З 30 липня 1838 року було вирішено карбувати розмінні монети для Біркенфельду. У 1848 році з білону почали карбувати монети альбуси (нім. Albus) та зілбергроші (нім. Silbergroschen). Для Ольденбурга найменшою розмінною монетою слугували шварени, для Біркенфельду більш звичні для тих земель дрібні монети пфеніги. З 1840 року монети номіналами в 1⁄6 та 2 талери (3½ гульдени) карбувалися спільними для всіх земель герцогства, а з 1 жовтня 1846 року був встановлений новий ваговий стандарт за курант-маркою: 141⁄3 талера = 1 кельнській марці щирого срібла. З 1 січня 1854 року, після об'єднання всього Великого герцогства, Ольденбург поступово перейшов на спільне карбування і дрібних номіналів.

### Марка
В Ольденбурзі, в період правління останнього графа Антона Ґюнтера (1603—1667), почали карбувалися монети номіналами в ¼, ½ та 1 марки. До 60-х років XVII століття на монети Ольдербурга не датувалися. В часи данського управління (1667—1773) та до самого монетного закону 1873 року марка не карбувалася.

¼ марки часів правління графа Антона Ґюнтера (1603-1667)
½ марки часів правління графа Антона Ґюнтера (1603-1667)
1 марка часів правління графа Антона Ґюнтера (1603-1667)

### Десяткова монетна система
З 1 січня 1874 року, після об'єднання німецьких земель в єдину державу, Ольденбург перейшов на десяткову систему, а старі номінали обмінювалися за таким курсом: 1 талер = 3 марки; 1 марка = 10 зілбергрошам; 1 зілбергрош = 10 пфенігам. 10 марок карбувалися в золоті, 5 та 2 марки в сріблі.

#### 2 та 5 марок
Перша 2-марочна монета була викарбувана в Ольденбурзі в 1891 році. Монета виготовлялася зі срібла 900 проби, вага її становила 11,111 грама, діаметр монети — 28 міліметрів. На аверсі зображували профіль чинного герцога Ольденбурга Пітера II, навколо нього карбувалася легенда: NICOLAUS FRIEDR. PETER GR.H.V. OLDENBURG. Внизу, під профілем герцога вказувалася літера «А» — позначка Берлінського монетного двору. На реверсі зображувався геральдичний орел Німецької імперії (нім. Reichsadler), вгорі по колу карбувалася легенда державної назви Німеччини «Deutsches Reich» і дата карбування. Внизу напівколом значення номіналу. Тираж цих монет був 100.000 екземплярів.
Після смерті Пітера II, 13 червня 1900 року Великим герцогом Ольденбургу став Фредерік Август II. В цьому ж році виготовили монету номіналом в 2 марки. Монета не змінилася в дизайні за попередню. Профіль Пітера II замінився на нового герцога, також змінилася легенда відповідно до нового герцога: FRIEDRICH AUGUST GROSSHERZOG V. OLDENBURG. Ця монета також карбувалася і в 1901 році. Загальний тираж становив 125.000 екземплярів, а також 260 монет були виготовлені як пруф.
5-марочна монета карбувалася у 1900—1901 роки за подібним дизайном з 2-марочною монетою часів правління Фредеріка Августа II. Монета виготовлялася зі срібла 900 проби, вага її становила 27,78 грама, діаметр монети — 38 міліметрів. Спільний тираж був 95.000 екземплярів, 170 монет виготовлялися як пруфи.

#### 10 марок
10-марочна монета була викарбувана для Ольденбургу лише один рік у 1874 році. Монета карбувалася зі щирого золота 900 проби, вагою 3,982 грама та діаметром 19,5 міліметрів. 10-марочна золота монета за легендами на аверсі та реверсі була подібною до 2 та 5 марок Пітера II, але голова герцога на монеті була зображена молодою і повернута вліво. Під профілем стояла літера позначення монетного двору «В» — її виготовляли в Ганновері. На реверсі монети карбувався малий імперський орел з великим прусським щитом на грудях, який карбували на усіх монетах Німецької імперії в період 1874—1888 років. Тираж цієї монети був 15.000 екземплярів.

#### Таблиця всіх марок
| Аверс | Реверс | Номінал  | Герцог                     | Метал  | Дата      | Вага, гр | Діаметр, мм | Загальний тираж        | Монетний двір |
| ----- | ------ | -------- | -------------------------- | ------ | --------- | -------- | ----------- | ---------------------- | ------------- |
|       |        | 10 марок | Пітер II                   | Золото | 1874      | 3,982    | 19,5        | 15.000                 | B (Ганновер)  |
|       |        | 2 марки  | Пітер II                   | Срібло | 1891      | 11,111   | 28          | 100.000                | А (Берлін)    |
|       |        | 2 марки  | Фрідріх Август (1900-1918) | Срібло | 1900 1901 | 11,111   | 28          | 50.000 75.000 (PF 260) | А (Берлін)    |
|       |        | 5 марок  | Фрідріх Август             | Срібло | 1900 1901 | 27,78    | 38          | 20.000 75.000 (PF 170) | А (Берлін)    |

## Нотгельди
У 1917—1919 роках ув Ольденбурзі виготовлялися нотгельди, які перебували в обігу паралельно з інфляційними монетами та банкнотами Німеччини. У 1917 році торговою палатою (нім. Handelskammer) Ольденбурга виготовили із заліза серію дрібних нотгельдів для розрахунків. Монета номіналом в ½ марку отримала назву серед колекціонерів як «єгерська» марка. На ній було зображено кабана, якого оточили з усіх боків хорти. З 1921 року нотгельди Ольденбурга почали виготовлялися в основному для колекціонерів, або вони виконували роль певних сертифікатів. Відомі цілі серії паперових нотгельдів присвячені, наприклад, собакам на службі Червоного Хреста, які були затверджені сенатом Бремена комісією, яка була сформована з поліції. Також відомі серія нотгельдів на тему літературного гімну Ольденбурга, який написав у 1844 році німецький правозахисник, юрист і письменник Теодор фон Коббе (1798—1845). У 1923 році, під час найважчих гіперінфляційних часів, виготовлялися продовольчі сертифікати.

«Єгерські» ½ марки, 1917 рік
10 марок. Виготовлена 30 жовтня 1918 року, усунута з обігу 1 лютого 1919 року.
10 марок. Виготовлена 30 жовтня 1918 року, усунута з обігу 1 лютого 1919 року.
1 марка, 1920 року
1 марка, 1921 року
Сертифікат на отримання 5 кілограмів житнього зерна. 26 жовтня 1923 року